# Patricia Phoenix
Pour les articles homonymes, voir Phoenix.
Patricia Phoenix (née Patricia Frederica Pilkington le 26 novembre 1923 à Fallowfield, Manchester en Angleterre et décédée d'un cancer des poumons le 17 septembre 1986 à Stockport), est une actrice anglaise, fameuse pour avoir interprété à la télévision le rôle d'Elsie Tanner dans le feuilleton Coronation Street de 1960 à 1976 et de 1976 à 1984.

## Biographie
Elle a été mariée de 1951 à 1952 à Peter Marsh, du 23 décembre 1972 au 7 septembre 1979 à Alan Browning et de septembre 1986 à sa mort à Anthony Booth. Ses obsèques ont lieu en l'église du Saint-Nom-de-Jésus de Manchester en présence de Tony Blair et de son épouse Cherie.